# Martiri d'Albania
I 38 martiri d'Albania, uccisi tra il 1945 e il 1974, furono vittime della persecuzione religiosa contro la Chiesa Cattolica organizzata dalla Repubblica Popolare Socialista d'Albania sotto Enver Hoxha, che aveva dichiarato fuorilegge ogni forma di vita religiosa.
I Martiri d'Albania sono stati beatificati dalla Chiesa cattolica il 5 novembre 2016.

## Contesto storico
Già dalla fine della Seconda guerra mondiale, i cattolici in Albania furono perseguitati dal regime comunista di Enver Hoxha. Nel 1967 l'Albania fu dichiarata ufficialmente il «primo paese ateo del mondo». Tutti i luoghi di culto furono chiusi e i beni ecclesiastici nazionalizzati. Il minimo atto religioso, come un battesimo celebrato in privato, era passibile della pena di morte.
Numerosissimi furono i preti, i religiosi e le religiose incarcerati, morti per maltrattamenti o semplicemente scomparsi. In totale, morirono in carcere o per esecuzione almeno sette vescovi, centoundici preti, una decina di seminaristi e altrettante suore; circa 1800 luoghi di culto cattolici, ortodossi e mussulmani furono distrutti, mentre i restanti furono destinati a usi profani.

## Elenco dei 38 martiri

### 1945
- Lazër Shantoja (2 settembre 1892 - 5 marzo 1945), sacerdote dell'arcidiocesi di Scutari-Pult
- Ndre Zadeja (3 novembre 1891 - 25 marzo 1945), sacerdote dell'arcidiocesi di Scutari-Pult

### 1946
- Giovanni Fausti (19 ottobre 1899 - 4 marzo 1946), sacerdote gesuita
- Gjon Shllaku (27 luglio 1907 - 4 marzo 1946), sacerdote francescano
- Daniel Dajani (2 dicembre 1906 - 4 marzo 1946), sacerdote gesuita
- Qerim Sadiku (18 novembre 1919 - 4 marzo 1946), laico dell'arcidiocesi di Scutari-Pult
- Mark Çuni (30 settembre 1919 - 4 marzo 1946), seminarista dell'arcidiocesi di Scutari-Pult
- Gjelosh Lulashi (2 settembre 1925 - 4 marzo 1946), laico dell'arcidiocesi di Scutari-Pult
- Alfons Tracki (2 dicembre 1896 - 18 luglio 1946), sacerdote dell'arcidiocesi di Scutari-Pult
- Fran Miraka (1917 - settembre 1946), laico dell'arcidiocesi di Scutari-Pult
- Anton Zogaj (26 luglio 1908 - 31 dicembre 1946), sacerdote dell'arcidiocesi di Durazzo

### 1947
- Luigj Prendushi (24 gennaio 1896 - 24 gennaio 1947), sacerdote della diocesi di Sapë
- Dedë Maçaj (5 febbraio 1920 - 28 marzo 1947), sacerdote dell'arcidiocesi di Scutari-Pult
- Xhani Gjani (10 luglio 1914 - 1947), sacerdote dell'arcidiocesi di Scutari-Pult
- Serafin Koda (25 aprile 1893 - 11 maggio 1947), sacerdote francescano
- Gjon Pantalia (2 giugno 1887 - 31 ottobre 1947), religioso gesuita
- Bernardin Palaj (2 ottobre 1894 - 2 dicembre 1947), sacerdote francescano

### 1948
- Frano Gjini (20 febbraio 1886 - 11 marzo 1948), vescovo della Diocesi di Rrëshen
- Mati Prennushi (2 ottobre 1881 - 11 marzo 1948), sacerdote francescano
- Çiprian Nika (19 luglio 1900 - 11 marzo 1946), sacerdote francescano
- Dedë Plani (21 gennaio 1891 - 30 aprile 1948), sacerdote dell'arcidiocesi di Scutari-Pult
- Ejëll Deda (22 febbraio 1917 - 12 maggio 1948), sacerdote dell'arcidiocesi di Scutari-Pult
- Anton Muzaj (12 maggio 1921 - 1948), sacerdote dell'arcidiocesi di Scutari-Pult
- Pjetër Çuni (9 luglio 1914 - 29 luglio 1948), sacerdote dell'arcidiocesi di Scutari-Pult
- Lekë Sirdani (1º marzo 1891 - 29 luglio 1948), sacerdote dell'arcidiocesi di Scutari-Pult
- Josif Papamihali (23 settembre 1912 - 26 ottobre 1948), sacerdote della Chiesa greco-cattolica albanese

### 1949

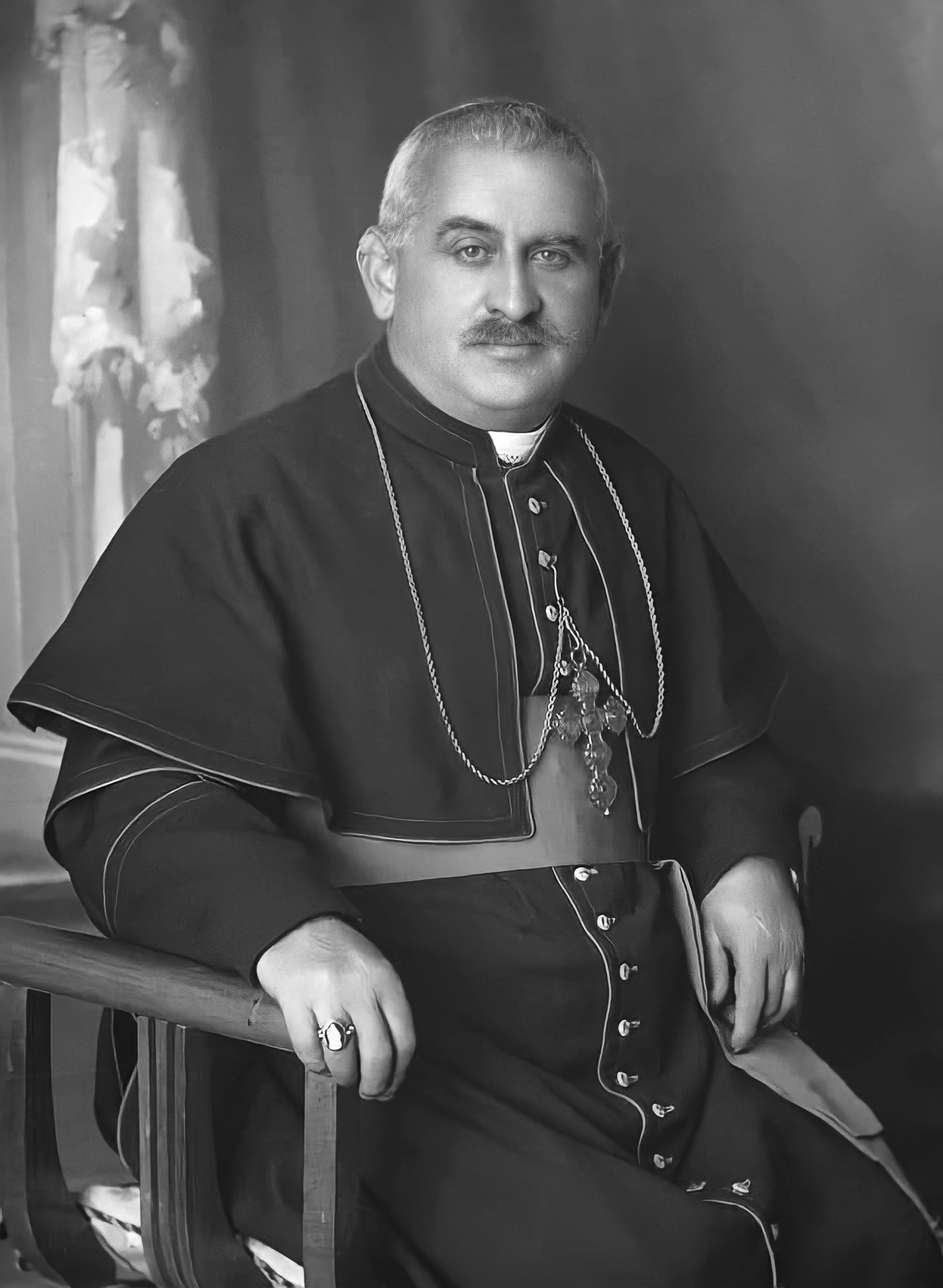
Monsignor Vinçenc Prennushi.

- Jak Bushati (8 agosto 1890 - 12 febbraio 1949), sacerdote dell'arcidiocesi di Scutari-Pult
- Vinçenc Prennushi (4 settembre 1885 - 20 marzo 1949), sacerdote francescano, arcivescovo di Durazzo e primate d'Albania
- Josef Marksen (5 agosto 1906 - 16 novembre 1949), sacerdote dell'Arcidiocesi di Durazzo

### 1950-1959
- Gaspër Suma (23 marzo 1897 - 16 aprile 1950), sacerdote francescano
- Maria Tuci (12 aprile 1928 - 24 ottobre 1950), laica dell'arcidiocesi di Scutari-Pult, postulante delle suore Stigmatine
- Jul Bonati (24 maggio 1874 - 5 novembre 1951), sacerdote dell'arcidiocesi di Durazzo
- Karl Serreqi (26 febbraio 1911 - 4 aprile 1954), sacerdote francescano
- Ndoc Suma (31 luglio 1887 - 22 aprile 1958), sacerdote dell'arcidiocesi di Scutari-Pult
- Dedë Malaj (16 novembre 1917 - 12 maggio 1959), sacerdote dell'arcidiocesi di Scutari-Pult

### 1960-1969
- Marin Shkurti (1º ottobre 1933 - aprile 1969), sacerdote dell'arcidiocesi di Scutari-Pult

### 1970-1979
- Shtjefën Kurti (24 dicembre 1898 - 20 ottobre 1971), sacerdote dell'arcidiocesi di Durazzo
- Mikel Beltoja (9 maggio 1935 - 10 febbraio 1974), sacerdote dell'arcidiocesi di Scutari-Pult

## Culto
Dopo le prime elezioni presidenziali democratiche in Albania, nel 1992, venne preparata una nuova costituzione (promulgata nel 1998), che garantiva le libertà personali, tra cui quella religiosa.
Il 10 novembre 2002 l'Arcidiocesi di Scutari-Pult introdusse la causa di beatificazione di trentotto vittime della persecuzione religiosa. In occasione della sua visita apostolica in Albania (2014), papa Francesco rese omaggio ai ritratti dei 38 servi di Dio, esposti lungo un viale a loro dedicato a Tirana.
Il 26 aprile 2016, dopo tre anni di studio da parte della Congregazione per le cause dei santi, papa Francesco ha riconosciuto che essi furono uccisi in odio alla fede, attribuendo loro il titolo di martiri. La cerimonia di beatificazione si è tenuta il 5 novembre del medesimo anno 2016 a Scutari ed è stata celebrata dal cardinale Angelo Amato in rappresentanza del papa.